# 謝欣妤
謝欣妤（英文名：BoBo，1982年3月8日—），原名為謝佳秀，藝名BoBo、尹莉，台灣著名的寫真女星，擁有一副傲人的身材，三圍34H、24、33。彰化縣出生。
於1999年出道，曾經以脫衣主播、視訊女郎 一砲而紅，成功進軍演藝圈，拍過寫真集，也演過三級片，以及參與一些深夜節目的演出。2007年已婚，配偶:強納森(小強)，2008年產下一子。

## 演藝生涯
17歲出道，當年以34H的好身材受矚目，但她的負面新聞沒比其他藝人少，除轟動的性侵案、曾當脫衣主播，她自爆年輕不懂事時，被帶去試鏡拍廣告，要被摸胸「驗貨」，甚至還差點就被經紀人帶去陪睡賺錢。
老公其實就是一手捧紅郭書瑤(瑤瑤)與蔡黃汝(豆花妹)的前經紀人強納森（小強）

## 經歷

### 作品
- 1999年
  - 代言第四台豐胸廣告「媚立婷通乳膠囊」
- 2000年
  - BANANA寫真雜誌第3期封面女郎
  - 代言大陸的豐胸廣告「大奶寶」
  - 代言第四台豐胸廣告「豐挺美」[9][10]

- - 第四台購物頻道「減肥瘦身按摩呼拉圈」的廣告
  - 代言香蕉網站
  - 代言0204
  - 歐棚電視《粉紅兵團》林俊彥的節目（固定班底）
  - 國寶衛視《台灣夜未眠》助理主持（固定班底）
- 2002年
  - 三級片 『國產AV女優 限定成人劇場版』 台灣本土第一爆乳BOBO代表作「 爆乳 」
  - 民視「玫瑰瞳鈴眼」第 124 集 家有狼人 單元[11]
  - 酒店大地國『網路內衣女主播』
  - 360度美麗人生「新聞內衣主播」
  - 《閣樓雜誌》國際中文版1月號（封面女郎）BoBo [12]
  - 寫真集 NO.13「台灣波霸BoBo挑逗雙峰極限」
- 2003年
  - 台視《少年特攻隊》「波霸關主」（固定班底）[13][14]
- 2005年
  - 蓬萊仙山衛星電視台《情色最犀利》（固定班底）[15][16]
  - 歐宜耳多媒體 「網路視訊女郎代言人」[17]
  - 東森購物台節目（特別來賓）
- 2006年
  - 「愛的按摩」指壓書[18]
- 2008年
  - 8~10月擔任威寶電信V-Live大眼睛話題女人（話題女人BoBo）
  - 電視單元劇《慾望城市》（台灣版）「換妻」（女配角）[19][20][21][22]
- 2008年~2009年《攝影家手札》Model [23][24][25]
- 2009年
  - 中華電信MOD比基尼寫真 [26]

## 參加過的電視節目
- 1999年（17歲）
  - 台視「旗開得勝」(綜藝節目)「泳裝美少女~暴列車」的單元
  - 中視 全能綜藝通「E罩杯美少女」的單元
  - 中視「超級東西軍」猜我們的工作「人體素描的Model」的單元
  - 華視「歡樂龍虎榜」猜34G「扮瑪麗蓮夢露」
  - 八大綜合台「獨漏60」(34G寫真Model)的單元
  - 第四台購物頻道「媚立婷通乳膠囊」的豐胸廣告。(第三位飾演:謝美)
  - 東森綜合台「Jacky Show」(波霸女)的單元
  - 中視 紅白勝利 春天酒店洗溫泉「對不起 害到你」的單元
  - 情趣內衣走秀

- 2000年（18歲）
  - 東森綜合台Jacky Show「性感寫真美女」的單元
  - 中視「社會秘密檔案」中視新聞 TVBS新聞 (採訪34G罩杯寫真美女)
  - 台視「旗開得勝」台北西門町路人街頭換裝的單元。
  - 中視「超級東西軍」猜「人體彩繪Model天生一對」的單元。(吳宗憲的節目)
  - 華視「無敵星期六」(寫真藝人～辯論會)單元。(胡瓜vs陶晶瑩的節目)
  - 大陸的豐胸廣告「大奶寶」(大陸版的)
  - 中視 周日8點黨「挑戰不可能」單元。(吳宗憲的節目)
  - BANANA CLVB開記者會 三台新聞 TVBS 東森 民視...新聞採訪
  - 國寶台 助理主持 0204今天夜未眠（外景在龍洞水域場）（固定班底）
  - 歐棚台「粉紅兵團」林俊彥的節目（固定班底）
  - 衛視中文台 「新聞e點靈」主題：性、色情、錄影帶(給我A片 其餘免談!)鄭弘儀vs于美人的節目。
  - 東森綜合台Jacky Show 主題VCR「女主播獻身裸報」介紹裸女主播（夢霖vs尹莉）吳宗憲的節目。
  - 「BANANA CLVB 相交真人館的Model（開記者會）「華視vs東森」新聞採訪。
  - 「BANANA CLVB 0204相交真人館」(開記者會)全體 夢霖vs尹莉(BoBo)扮水手服 出席。
  - 衛視中文台「台灣頭條秘辛」（去中壢拍外景）。
  - 歐棚台「粉紅兵團」林俊彥的節目（固定班底）。
  - BANANA CLVB 0204相交真人館 香蕉女郎 『開記者會』「夢霖vs尹莉（BoBo）」出席。
  - BANANA CLVB 相交真人對談網路 香蕉女郎 開記者會 東森新聞 採訪。
  - 東森新聞、翡翠雜誌、勁報採訪 「網路0204」。
  - 台北之音電台主持人：鈕承澤）採訪0204。
  - 國寶衛視「0204今天夜未眠」（特別來賓）。
  - （安迪VS王彩樺）主持的節目 傳訊電視大地電視台 臺灣傳奇 採訪：夢霖vs BoBo「網路 0204 香蕉俱樂部」。
  - TVBS「3Q SO MACH」 陶晶瑩的新節目「網路0204香蕉俱樂部」的單元 。(特別來賓：吳鴻 站長vs尹莉)
  - 第四台購物頻道「減肥瘦身按摩呼拉圈」的廣告。
  - 東森新聞（專題採訪0204）
  - 民視新聞（專題採訪0204）
  - 東森電視台「新聞追追追」採訪鋼管女郎（現場跳一段鋼管舞）
  - 國寶衛視「0204今天夜未眠」（特別來賓）
  - 第四台的豐胸廣告「豐挺美」(豐胸霜vs按摩器)
  - 和信電訊大會場（國父紀念館）幫忙舉辦活動。
  - 比基尼泳裝人體攝影（個人）

- 2001年（19歲）
  - 三立台灣台 黃金夜總會 澎恰恰vs 許效舜 主持的節目  特別來賓：BoBo vs 小龍女
  - 八大綜合台 大老婆俱樂部  手機中毒症單元 曹啟泰主持的節目，(六位大老婆：馬維欣 (馬妞)、蠟筆小嵐、李傳薇、李祖寧、廖輝英、錢媽媽)病患：尹莉(BoBo)

- 2002年（20歲）
  - 八大綜合台「大女人主張」第60集 寫真女郎單元。( 苦苓vs于美人 主持的節目)
  - 台北的尾牙「鋼管秀表演 』
  - 超視「世界大不同」寫真女郎命格單元 羅壁玲的節目。
  - 「台灣夜未眠」的尾牙「特別來賓有：羅壁玲、79979小龍女、我、流星…等人參加。』
  - 360度美麗人生「新聞內衣主播」 錄6集
  - 超視「命運好好玩』「視訊網路女郎」單元 王月 主持的節目
  - 香港CF廣告「Kiss西餐廳的畫面」情人節的活動。
  - 「鐘玲在嘉義PUB招開記者會」當天邀請猛男、辣妹（BoBo）當她的主秀特別來賓（當時，各家媒體都有上報以及現場直播..等。"粉"轟動喔!
  - 東森綜合台「幸福鑑定團」波霸 單元。(李明依的節目)
  - 東森綜合台「幸福鑑定團」「網路視訊女郎」單元 李明依的節目
  - 華視「TV三賤客」KISS新幹線校園版 單元。（拍外景地點：新竹 仰德高中），Makiyo、黑人、羅志祥 主持的節目。（播出時間：星期六晚上8:00至10:00）
  - 民視「綜藝大集合」「波霸美少女」選拔 單元。(有：胡瓜、楊帆、小嫻主持的節目（播出時間：2002-11-23星期六晚上8:00至9:30）

- 2003年（21歲）
  - 驚奇多媒體有限公司、常喜音樂股份有限公司的「尾牙」(有：79979小龍女、我、阿弟仔、柯以敏..等。其他歌手藝人、工作人員、參加。)
  - TVBS-G「兩代電力公司」蔡康永主持的節目（談話性的節目）話題:「跳鋼管也是一種藝術」單元。( 特別來賓有：歌手 何欣穗、紅孩兒的（馬國賢）、可米小子（郭世倫）..等。)
  - TVBS-G「9PM大搜查」董至成主持的節目（談話性的節目）話題：「墮胎」單元 特別來賓有：謝麗金..等。
  - 台視「少年特攻隊」(波霸關主)的角色（拍外景地點：台中 月眉育樂世界），孫協志、王仁甫、王紹偉"主持的節目 特別來賓有：陳明真、增山裕紀、簡沛恩、大炳..等。其他偶像歌手。
  - 台視「少年特攻隊」(波霸關主)的角色（拍外景地點：雲林古坑 劍湖山世界），孫協志、王仁甫、王紹偉主持的節目 特別來賓有：何嘉文、陳喬恩、許瑋倫。

- 2005年（23歲）
  - 蓬萊仙山台 「情色最犀利」(視訊女郎)單元。
  - 衛視中文台麻辣天后宮 (AV女優)的單元
  - 東森新聞「寫真女星BoBo獨立扶養女兒改行當起檳榔西施」
  - 「東森購物頻道」的節目（特別來賓）
  - 東森綜合台「分手擂台」楊帆 主持的節目（記憶拼圖失憶男子尋找記憶）單元。女主角飾演:「王雅婷」的角色。

- 2008年（26歲）
  - 《衛視中文台『歡樂幸運星』胡瓜主持的節目（97.10.2播出）》

- 2009年（27歲）
  - 中華電信MOD比基尼寫真(98-09-17拍攝)

- 2011年(29歲)
  - 一天壹蘋果「我的工作好色」單元(100.06.25拍攝VCR)-(100.07.07錄影)，(主持人︰岑永康、于美人-播出日期︰100-07-18(一)-播出電視台︰壹電視HD72台)

## 網路作品
- 2000年（18歲）
  - 網路BANANA CLVB香蕉俱樂部 7月份「香蕉女郎」的代言人
- 2002年（20歲）
  - 酒店大地國「網路內衣女主播」錄6集
- 2005年（23歲）
  - 歐宜耳多媒體「網路視訊女郎代言人」
- 2008年（26歲）
  - 「威寶電信」8至10月擔任 手機視訊「威寶3GV-Live大眼睛話題女人」（話題女人:BoBo）
- 2019年（37歲）
  - 12月份起尹莉(BoBo)推出的影音頻道的新節目「我愛波波 I Love BOBO」 [27]

## 平面專訪作品
- 2000年（18歲）
  - 第3期的BANANA寫真雜誌（封面女郎）
  - BANANA 寫真雜誌（話題人物專訪）
  - 第一手報導353期
  - 翡翠雜誌529期
  - 翡翠雜誌535期 70頁「搧風點火」
  - 彩虹雜誌14期 話題人物專訪「台灣H罩杯巨乳傳奇BOBO」34頁~37頁
  - 獨家報導Scoop周刊626期「互動式成人電影 角度 姿勢 地點 高潮任君選92至96頁」
  - 時報周刊173期 特別報導 0204打入網路。影音同步對殺美女拳」
  - 時報周刊1151期 的內頁50至53頁2000年3月19日－3月25日 右上角的封面雜誌嬌點(尹莉十歲開始穿胸罩，男生看了流鼻血)
  - TVBS周刊62期 「鋼管也有家族經營」

- 2001年（19歲）
  - 好樂迪 娛樂新聞誌 NO.55
  - BANANA寫真雜誌 NO.10 內頁 18頁~21頁
  - TVBS周刊No.178「蒐秘檔案」脫衣主播換跑道 憑辣妹本色闖星河 香蕉女郎余明、BoBo期待飛上枝頭。
  - 柯夢波丹 MARCH 2001 NO.122 第89頁 玩樂後安全脫身。
  - 獨家報導Scoop周刊 673期（封面雜誌）
  - TVBS周刊215期 (寫真女郎真命苦：李靖自殺、尹馨退學、BoBo跳鋼管賣檳榔)。
  - 翡翠周刊539期
  - 翡翠周刊540期「魚水之歡」滑向性愛顛峰。
  - 翡翠周刊541期（封面人物：BoBo）
  - 翡翠周刊561期
  - 時報周刊1199期
  - TVBS周刊No.172
  - 獨家報導Scoop周刊 654期

- 2002年（20歲）
  - 1月號vol .21 閣樓雜誌（封面女郎）
  - 寫真集 NO.13「台灣波霸BoBo挑逗雙峰極限」（封面女郎）
  - 翡翠周刊 NO..575 走出輪暴醜聞，BOBO:「男人只對我的肉體說愛情!」51頁~54頁

- 2005年（23歲）
  - 台灣壹周刊 第205期 「兩性花園：脫星當媽BOBO網上賣」206頁~210頁

- 2006年（24歲）
  - 「愛的按摩」 指壓書（1月份出刊）

- 2008年（26歲）
  - 影像攝誘攝影網站 桃園 棚拍Model。
  - 愛拍照人像攝影網站 台北「圓山育樂中心」外拍Model
  - 東森記者採訪-慾望城市{台灣版}(97-07-30)
  - 壹週刊第378期「XY檔案：慾望台灣 4慾女拼奶搏翻身」（97-8-20出刊）
  - 蘋果日報娛樂版 今日我最肉「台版慾望城市 H奶豔星上陣」（97-7-28早報）
  - 翡翠雜誌-第732期（97-7-29出刊）
  - 攝影家手札-PENTAX鏡頭聖經?K20D/K200D/K-m完全攻略（97-11-17出版）

- 2009年（27歲）
  - 攝影家手札-Nikon D90 PRO技法完全攻略【D80對照】（98-1-1出版）
  - 2009攝影家手札年鑑(98.2.25出版) 金石堂網路書店(98-3-2出版)
  - 兩輪誌2 Wheels 4月號2009 第7期(西街美眉街頭直擊)(98-03-12出版)
  - 「台北」卯澳寫真「泳裝外拍」 MD:尹莉(BoBo)。(2009-05-10拍攝)
  - 2009/5月中時娛樂｜影視｜BoBo老公是瑤瑤的紅推手(新聞版面)(98-5-13出刊)
  - 「台北」西門町電影街(美國街)「時裝外拍」MD:尹莉(BoBo)(2009-09-04拍攝)

- 2010年（28歲）
  - 「中國時報」挨譙翅膀硬了(新聞版面)(99-06-24出刊)
  - 「中天新聞」豆花妹出唱片　公司變新經紀人?(新聞版面)(99-06-24播出)
  - 「中天新聞」CTI TV中天電視-豆花妹經紀約鬧雙包 經紀人誤會大了(99-06-24出刊)
  - 「台大」性感外拍 MD:尹莉(BoBo)。(99-07-22拍攝)

- 2011年（29歲）
  - 「桃園」168汽車旅館(桃園館)「比基尼旅拍」MD:尹莉(BoBo)。(100-06-18拍攝)
  - 「台北」「遺影」攝影展、西門町電影街(美國街)「時裝外拍」MD:尹莉(BoBo)。(100-09-14拍攝)

- 2013年（31歲）
  - 「汐止」薇星觀景汽車旅館「比基尼旅拍」MD:尹莉(BoBo)(102-08-05拍攝)
  - 「新莊」美麗海頂級豪華汽車旅館「性感時裝旅拍」女僕造型 MD:尹莉(BoBo)。(102-08-22拍攝)
  - 「永和」香香旅社「時裝旅拍」MD:尹莉(BoBo)。(102-09-21拍攝)
  - 「板橋」挪威森林motel-五館連鎖「角色扮演時裝旅拍」MD:尹莉(BoBo)vs余明(蓉兒)。(102-10-02拍攝)
  - 「板橋」435藝文特區 vs 2013新北市歡樂耶誕城「時裝外拍」MD:尹莉(BoBo)。(102-11-23拍攝)
  - 「台北」聖誕節「時裝外拍」MD:尹莉(BoBo)。(102-12-01拍攝)
  - 「台北」台北信義威秀影城「性感時裝外拍」聖誕節造型 MD:尹莉(BoBo)。(102-12-07拍攝)
  - 「台北」華山1914文創園區「性感時裝外拍」MD:尹莉(BoBo)。(102-12-07拍攝)
  - 「台北」剝皮寮老街《艋舺》的電影場景「性感時裝外拍」MD:尹莉(BoBo)。(102-12-07拍攝)

- 2014年（32歲）
  - 「中和」想像空間攝影棚 舉辦團拍活動「 G爆寫真女星 BoBo 內衣比基尼棚拍(午場)」MD:尹莉(BoBo)。(103-9-6週六拍攝)
  - 第一報導12月號寫真 果糖人妻 BoBo 巨乳強勢出擊103-11-28(五) 出刊  [30]
  - 尹莉(BoBo)果糖人妻寫真集 12月初開始開放預購至12月31日止。

## 戲劇作品
- 2000年（18歲）
  - 八大戲劇台「大哥的女人」的單元（飾演酒店小姐）
  - 八大戲劇台 飾演短劇「應徵Model」單元。
- 2002年（20歲）
  - 民視「玫瑰瞳鈴眼」第 124 集 家有狼人 單元。（播出時間2002-11-24 PM 9:00至PM 11:00）
  - 三級片「國產AV女優 限定成人劇場版」台灣本土第一爆乳BOBO代表作「爆乳」
- 2008年（26歲）
  - 華視、超視「冰冰好幸福」、「冰冰好生活」節目 模擬短劇。
  - 中視八點檔「牽牛花花開的日子」偶像劇(客串臨演)
  - 電視單元劇 慾望城市-換妻{台灣版}(女配角)
- 2014年（32歲）
  - 民視八點檔「風水世家」(客串臨演)第386集(飾演群眾)、第387集(飾演餐廳客人)、第391集(飾演公關小姐)、第409集(飾演急診室護士)、第423集(飾演護士)。
  - 三立「我的自由年代」偶像劇(客串臨演)飾演抗議群眾。
  - 華視「巷弄裡的那家書店」偶像劇(客串臨演)第1集(飾演上班族員工)。
  - 民視「廉政英雄」(客串臨演)第130集(飾演酒店公關小姐)。

## 個人寫真集作品
- 2014年（32歲）
  - 尹莉(BoBo)果糖人妻寫真集 [31]
- 2015年（33歲）
  - 尹莉(BoBo)人妻の誘惑寫真集 [32]

## 電影作品
- 2014年（32歲）
  - 國片愛情喜劇朱延平導演，中國大陸片名「大宅男」2014-07-10上映 [33]， 台灣片名「大宅們」2014-08-22上映 [34]。謝欣妤在戲中飾演少婦角色。 [35]

- 2015年（33歲）
  - 國片劇情 愛情片薛賢堅導演，檳榔西施 [37]， 2015年上映BoBo在戲中飾演客串檳榔西施角色。

## 外部連結
- 尹莉(BoBo)的官方部落格 隨意窩 Xuite日誌（页面存档备份，存于）
- 尹莉(BoBo)專屬網站 （页面存档备份，存于）
- 尹莉(BoBo)官方粉絲團 Facebook   （页面存档备份，存于）